# Nils Gyldenstolpe (1642–1709)
Nils Gyldenstolpe, född den 5 november 1642 i Åbo, död den 4 maj 1709, var en svensk greve, ämbetsman och diplomat. Han var son till Mikael Olai Wexionius Gyldenstolpe.

## Biografi
Efter avslutade studier vid Åbo universitet ingick Gyldenstolpe i Kungliga kansliet, utnämndes 1664 till sekreterare i justitierevisionen och året därefter till revisionssekreterare. Under åren 1669–1675 tjänstgjorde han som ambassadsekreterare vid åtskilliga svenska beskickningar till utlandet och visade då prov på en god förmåga som förhandlare. Då Bengt Oxenstierna som kanslipresident övertog ledningen av utrikesärendena, förordnades Gyldenstolpe 1679 till envoyé i Holland. Han lyckades föra Sveriges underhandlingar med detta land till en önskad – antifransk – utgång.
Återkommen till Sverige utnämndes han 1687 till hovkansler och ansågs vara kung Karl XI:s främste medhjälpare. Gyldenstolpe upphöjdes samma år till friherre. Han var ivrig anhängare av enväldet, och bidrog i väsentlig mån till att stärka det, när han på kungens kallelse fungerade som lantmarskalk vid 1689 års riksdag. 
Karl XI, som ansåg att Gyldenstolpe var en av hans bästa och pålitligaste män, hedrade honom efter riksdagens slut 1690 med fem höga utmärkelser: Han utnämndes till kungligt råd  och greve, samt erhöll ordförandeskapet i lagkommissionen, guvernörskapet för kronprinsen och tjänsten som universitetskansler över Lunds universitet.
Kungen besökte honom ofta på hans lantställe Noor och utnämnde honom i sitt testamente till en av Karl XII:s förmyndare. Efter Lindskölds död ansågs Gyldenstolpe som den mest lämplige att fylla Bengt Oxenstiernas plats som kanslipresident och utnämndes till detta höga ämbete 1705. Han hade dock inget större inflytande eftersom besluten togs i kungens fältkansli. Några månader efter Gyldenstolpes död stupade hans söner Edvard och Carl Adolf i Poltava. Han var gift första gången 1671 med Kristina Wernsköld och andra gången 1676 med Margareta Ehrenstéen. Hans grevliga ätt utgick på svärdssidan 1961 och på spinnsidan 2017 (8 december). Via kvinnliga ättlingar är han förfader till bland andra ätten Lagercrantz.